# Совет по координации Фронта реформ
Совет по координации Фронта реформ или Координационный совет Фронта реформ (перс. شورای هماهنگی جبهه اصلاحات‎) — зонтичная организация, коалиция и совет основных политических групп иранского реформистского движения. С 2015 года его контролирует Высший совет реформистов по разработке политики.

## История
13 ноября 1999 года восемнадцать реформистских партий и групп собрались, чтобы сформировать «Совет по координации Фронта 2-го Хордада» ( شورای هماهنگی جبهه دوم خرداد‎) с целью выработки единой стратегии в преддверии выборов в Меджлис, которые должны были пройти в начале 2000 года. Своё название коалиция получила в честь уверенной победы Мохаммада Хатами, первого в истории Ирана президента-реформиста, на президентских выборах 23 мая 1997 года, по иранскому календарю 2 Хордада. Позже эти 18 партий и групп получили название «Фронт Второго Хордада Г-18» ( گروه‌های هیجده‌گانه جبهه دوم خرداد‎).

### Коалиция в эпоху реформ
День избрания Хатами президентом, считается датой начала «эпохи реформ» в Иране, которая длилась по 2005 год, когда завершился второй президентский срок Хатами. Фронт Второго Хордада смог получить квалифицированное большинство на выборах в парламент Ирана в 2000 году (195 мест из 222), в том числе выиграл почти все 30 мест в самом важном округе, Тегеране. Тем не менее, коалиция была «рыхлой», хотя разные группы коалиции в целом поддержали реформы Мухаммеда Хатами, у каждой из них были свои приоритеты,.
Несмотря на то, что реформисты завоевали в 1999 году все 15 мест в городском совете Тегерана, столкновения и разногласия между депутатами от партий «Лидеры строящегося Ирана», Фронта участия и Партии солидарности постепенно привели к тому, что Совет был распущен Министерством внутренних дел, за два месяца до выборов 2003 года. Совет по координации Фронта 2-го Хордада заявил, что не поддерживает ни одного из действующих депутатов городского совета Тегерана, начав переговоры по единому избирательному списку. Членам Совета не удалось сформировать альянс, и каждая группа утвердила своих кандидатов, выпустив более 10 списков реформистов. Итогом стало крупное поражение реформистов, 14 мест из 15 завоевал консервативный альянс Союз строителей исламского Ирана, а мэром Тегерана стал Махмуд Ахмадинежад.
После того Совет стражей конституции дисквалифицировал многих из кандидатов коалиции на парламентских выборах 2004 года, а депутаты-реформисты провели сидячую забастовку в парламенте, 31 января 2004 года Совет по координации Фронта 2-го Хордада заявил, что «не будет участвовать в выборах» и принципалисты победили на выборах.
На президентских выборах 2005 года реформисты не смогли выдвинуть единого кандидата от коалиции на основе консенсуса. В то время как «Лидеры строящегося Ирана» поддержали прагматика Акбара Хашеми Рафсанджани, а Организация моджахедов Исламской Революции в Иране одобрила кандидатуру Фронта участия Мостафу Моина. Другие реформистские группы поддержали генерального секретаря Ассоциации боевого духовенства Мехди Карруби или бывшего губернатора провинции Хорасан Мохсена Мехрализаде. Выборы завершились уверенной победой Махмуда Ахмадинежада во втором туре.

### Время неудач
В 2006 году состоялись выборы в местные органы власти и в Совет экспертов. В обоих случаях Совет достиг консенсуса о выдвижении единого избирательного списка; однако недавно созданная реформистская Партия национального доверия Ирана во главе с бывшим главой Междлиса Мехди Карруби сформировала свой собственный список и одобрила несколько кандидатов в основные списки на выборах в Совет экспертов.
На парламентских выборах 2008 года, несмотря на то, что многие реформисты были сняты Советом стражей конституции, Совет пошёл на компромисс и поддержать список кандидатов, названный «Коалиция реформистов». Партия национального доверия вновь выдвинула своих кандидатов.
Реформисты потерпели поражение на всех трёх выборах.

### Зелёное движение
На президентских выборах 2009 года Совет решил поддержать 76-го премьер-министра Ирана (1981—1989) Мир-Хосейна Мусави. Уверенную победу одержал действующий президент Махмуд Ахмадинежад, но сторонники Мусави не поверили в результаты выборов. Совет призвал к ненасильственным протестам против правительства. После несколько дней массовых выступлений оппозиции ситуация в стране резко обострилась, поскольку члены народного ополчения «Басидж», лояльные властям Исламской Республики, начали нападать на протестующих, и наоборот. Некоторые протестующие даже стали призывать к свержению режима. Протесты длились нескольких месяцев, получив название «Зелёное движение».

### Репрессии
Из-за протестов иранское реформаторское движение оказалось под давлением правительства. В сентябре 2010 года суд объявил о роспуске и запрете двух ведущих партий коалиции — Фронта участия Исламского Ирана и Организацию моджахедов Исламской Революции в Иране. Обе партии, наряду со студенческой организацией Бюро по укреплению единства, с тех пор не участвовали в заседаниях совета из-за давления властей.
В декабре 2011 года, в преддверии выборов в Меджлис 2012 года, Мохаммад Хатами признал участие в выборах бессмысленным. Совет объявил, что у него нет надежды на то, что выборы пройдут свободно и справедливо, поэтому было решено не участвовать в выборах, «не представлять единый список [кандидатов] и не поддерживать кого-либо [в гонке]». Несмотря на это решение, часть реформистского движения, включая Демократическую партию, Исламскую рабочую партию и профцентр «Дом рабочих», решили принять участие в выборах. Несмотря на «бойкот выборов», Мохаммад Хатами неожиданно проголосовал в небольшом сельском районе Дамаванд, несмотря на то, что живёт в Тегеране, чтобы «держать окна реформизма открытыми».
На президентских выборах 2013 года Совет одобрил кандидатуру политика и богослова Хасана Рухани, после того как Мохаммад-Реза Ареф убедил его через Мохаммада Хатами. После того, как Рухани победил на выборах, назначение некоторых деятелей-реформистов в его кабинет воодушевило реформистский лагерь. На местных выборах 2013 года Совет составил для городского совета Тегерана список «Коалиции реформистов», включивший умеренных реформистов и некоторые «не слишком знакомые имена». Результаты показали, что в отношении кандидатов-реформистов по всей стране наблюдается колебание, так, в Тегеране они выиграли только 13 мест из 31.

## Участие в выборах
| Год  | Выборы          | Фронт реформ | Фронт реформ       | Реформисты в целом | Реформисты в целом |
| Год  | Выборы          | Консенсус?   | Участие?           | Единство?          | Выиграли выборы?   |
| ---- | --------------- | ------------ | ------------------ | ------------------ | ------------------ |
| 2000 | Парламентские   | Да           | Да                 | Нет                | Да                 |
| 2001 | Президентские   | Да           | Да                 | Да                 | Да                 |
| 2003 | Местные         | Нет          | Да, по отдельности | Нет                | Нет, в целом       |
| 2004 | Парламентские   | Да           | Нет                | Нет                | Нет                |
| 2005 | Президентские   | Нет          | Да, по отдельности | Нет                | Нет                |
| 2006 | Местные         | Да           | Да                 | Нет                | Нет, в целом       |
| 2006 | Совет экспертов | Да           | Да                 | Нет                | Нет                |
| 2008 | Парламентские   | Да           | Да                 | Нет                | Нет                |
| 2009 | Президентские   | Да           | Да                 | Нет                | Нет                |
| 2012 | Парламентские   | Да           | Нет                | Нет                | Нет                |
| 2013 | Президентские   | Да           | Да                 | Да                 | Да                 |
| 2013 | Местные         | Да           | Да                 | Нет                | Нет, в целом       |
| 2016 | Парламентские   | Да           | Да                 | Да                 | Да, большинство    |
| 2016 | Совет экспертов | Да           | Да                 | Да                 | Да, частично       |
| 2017 | Президентские   | Да           | Да                 | Да                 | Да                 |
| 2017 | Местные         | Да           | Да                 | Да                 | Да, в целом        |
| 2020 | Парламентские   | Нет          | Да                 | Нет                | Нет                |

## Членство
В состав совета входят политические партии, а также общественные группы и организации. Пост председателя совета по очереди занимают все участники.
| Организация                                                                                | Год  | Примечания                                                     |
| ------------------------------------------------------------------------------------------ | ---- | -------------------------------------------------------------- |
| Ассамблея преподавателей и учёных семинарии в Куме مجمع مدرسین و محققین حوزه علمیه قم      | 1998 | Учредитель                                                     |
| Ассоциация боевого духовенства مجمع روحانیون مبارز                                         | 1988 | Учредитель                                                     |
| Ассоциация последователей линии Имама مجمع نیروهای خط امام                                 | 1991 | Учредитель                                                     |
| Парламентская ассамблея Исламской Республики مجمع نمایندگان ادوار مجلس شورای اسلامی        | 1998 | Учредитель                                                     |
| «Лидеры строящегося Ирана» حزب کارگزاران سازندگی                                           | 1996 | Учредитель                                                     |
| Исламская ассамблея женщин مجمع اسلامی بانوان                                              | 1998 | Учредитель                                                     |
| Исламская ассоциация иранских учителей انجمن اسلامی معلمان ایران                           | 1991 | Учредитель                                                     |
| Исламская ассоциация преподавателей университетов انجمن اسلامی مدرسین دانشگاه‌ها            | 1991 | Учредитель                                                     |
| Ассоциация женщин Исламской Республики جمعیت زنان جمهوری اسلامی ایران                      | 1989 | Учредитель                                                     |
| Фронт участия Исламского Ирана جبهه مشارکت ایران اسلامی                                    | 1998 | Учредитель Запрещена                                           |
| Организация за справедливость и свободу Исламского Ирана سازمان عدالت و آزادی ایران اسلامی | 1997 | Участник с 2015                                                |
| Партия солидарности Исламского Ирана حزب همبستگی اسلامی ایران                              | 1998 | Учредитель                                                     |
| Исламская рабочая партия حزب اسلامی کار                                                    | 1998 | Учредитель                                                     |
| Исламское общество врачей جامعه اسلامی پزشکان                                              | 1998 | Учредитель                                                     |
| Организация моджахедов Исламской Революции в Иране سازمان مجاهدین انقلاب اسلامی ایران      | 1991 | Учредитель Запрещена                                           |
| Бюро по укреплению единства دفتر تحکیم وحدت                                                | 1979 | Учредитель Не участвует в работе Совета из-за давления властей |
| «Дом рабочих» خانه کارگر                                                                   | 1990 | Учредитель                                                     |
| Ассоциация женщин-журналистов انجمن روزنامه‌نگاران زن                                       | 1999 | Учредитель                                                     |
| Демократическая партия حزب مردمسالاری                                                      | 2000 |                                                                |
| Партия воли иранского народа حزب اراده ملت ایران                                           | 1990 |                                                                |
| Молодёжная партия Исламского Ирана حزب جوانان ایران اسلامی                                 | 1998 |                                                                |
| Исламское общество иранского медицинского общества انجمن اسلامی جامعه پزشکی ایران          | 1993 |                                                                |
| Исламская ассоциация учёных انجمن اسلامی محققان                                            |      |                                                                |
| Исламская ассоциация иранских инженеров انجمن اسلامی مهندسان                               |      |                                                                |
| Культурная ассоциация Исламской Республики Иран مجمع فرهنگیان ایران اسلامی                 | 2003 |                                                                |
| Ассамблея выпускников Исламского Ирана مجمع دانش‌آموختگان ایران اسلامی                      | 1985 |                                                                |

### Комментарии
1. ↑  В целом, реформисты и поддерживаемые ими кандидаты выиграли 52 места на выборах, однако лишь 17 из них являются реформистами.[4] По словам иранского учёного и политика Хоссейна Мусавяна, доля центристов и реформистов в Совете составляет 19 %.[5]